# Heimatschutzkommando 16
Das Heimatschutzkommando 16 war ein teilaktives Heimatschutzkommando des Heeres der Bundeswehr mit Sitz des Stabes in Zweibrücken. Der Verband wurde 1972 ausgeplant, 1981 aufgelöst und unterstand dem Befehlshaber im Wehrbereich IV.

## Geschichte

### Aufstellung
Das Heimatschutzkommando wurde 1970 zur Einnahme der Heeresstruktur III als teilaktiver Truppenteil im Wehrbereich IV aufgestellt.
Das Heimatschutzkommando war eines der sechs teilaktiven Heimatschutzkommandos des Territorialheeres. Nur ein Teil des Heimatschutzkommandos war im Frieden präsent. Im Spannungs- Verteidigungsfall konnte das Heimatschutzkommando  durch einberufene Reservisten deutlich aufwachsen. Einige der unterstellten Bataillone und Kompanien waren dazu als nicht aktive Geräteeinheiten ausgeplant, die erst im Verteidigungsfall mobil gemacht worden wären. Dazu war deren Wehrmaterial im Frieden in Depots eingelagert oder musste als materiale Mob-Ergänzung aus zivilen Beständen eingezogen werden.
Aufgabe der Heimatschutzkommandos, die den Kern der Heimatschutztruppe des Territorialheeres bildeten, war unter anderem die Verteidigung des rückwärtigen Heeresgebietes, insbesondere die Sicherung wichtiger Infrastruktur wie Marschrouten, Häfen, Verkehrsknotenpunkte und Fernmeldeeinrichtungen. Im rückwärtigen Raum musste mit Luftlandetruppen, seegelandeten, durchgesickerten oder durchgebrochenen Feind gerechnet werden. Im Kern ähnelte das Heimatschutzkommando einer Jägerbrigade. Mobilität und Feuerkraft blieben durch den Mangel an geschützten Fahrzeugen, Artilleriesystemen und selbständigen Kompanien der Kampfunterstützungs- sowie Führungstruppen aber deutlich hinter den Brigaden des Feldheeres zurück, so dass das Heimatschutzkommando nur zeitlich und örtlich eng begrenzt Kampfaufträge hätte durchführen können und zum Gefecht der verbundenen Waffen nur bedingt befähigt war.
Im Frieden bildeten die unterstellten Ausbildungszentren Soldaten der Heimatschutztruppe aus.

### Auflösung
Zur Einnahme der Heeresstruktur IV wurde das Heimatschutzkommando zum 31. März 1980 außer Dienst gestellt. Personal und Material des außer Dienst gestellten Heimatschutzkommandos wurden zur Aufstellung der teilaktiven Heimatschutzbrigade 54 verwendet.

## Gliederung
Das Heimatschutzkommando gliederte sich in:
- Stab und Stabskompanie (Zweibrücken, zeitweise Oberbexbach) (gekadert)
  - Jägerregiment 47
    - Jägerbataillon 471 (Oberbexbach) (aktiv)
    - Jägerbataillon 472 (Geräteeinheit)
    - 1 Mörserkompanie (Geräteeinheit)
    - 2 Panzerjägerkompanien (Geräteeinheiten)

  - Jägerregiment 48
    - Jägerbataillon 481 (aktiv)
    - Jägerbataillon 482 (Geräteeinheit)
    - 1 Mörserkompanie (Geräteeinheit)
    - 2 Panzerjägerkompanien (Geräteeinheiten)

  - 1 leichtes Pionierbataillon (Geräteeinheit)
  - 1 Versorgungsbataillon (Geräteeinheit)
  - 1 Feldersatzbataillon (Geräteeinheit)
  - 3 Ausbildungszentren

## Verbandsabzeichen

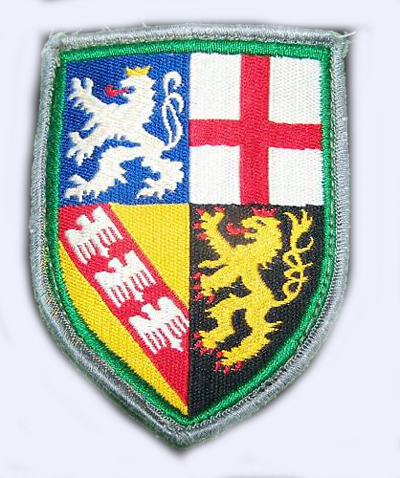
Gewebte Version des Verbandsabzeichens

Das Heimatschutzkommando führte ein Verbandsabzeichen mit folgender Blasonierung:
„Grün bordiert, gevierter Schild. Oben ein goldgekrönter und rotgezungter silberner Löwen im blauen Feld; vorne ein rotes Kreuz im silbernen Feld; hinten drei einen roten Balken belegende, gestümmelte silberne Adler im goldenen Feld; unten ein rotgekrönter, rotbewehrter und rotgezungter goldener Löwe im schwarzen Feld.“
Das Verbandsabzeichen stellte die Verbindung zum Stationierungsraum im Saarland und Rheinland-Pfalz her. Das Verbandsabzeichen ähnelte dem Landeswappen des Saarlandes: Der silberne Löwe stand für die Grafen von Saarbrücken, das Trierer Kreuz für Kurtrier, die Alérions für das Herzogtum Lothringen, der goldene Pfälzer Löwe für die Pfalz. Die Symbole standen für die Vorgängerterritorien des Saarlandes. Das Trierer Kreuz und der Pfälzer Löwe erschienen auch im Landeswappen von Rheinland-Pfalz. Der grüne Bord war typisch für alle Heimatschutzkommandos in der Heeresstruktur III. Grün war die Waffenfarbe der Jägertruppe, denn die Heimatschutzkommandos ähnelten im Kern Jägerbrigaden.
Das Verbandsabzeichen wurde vom „Nachfolgeverband“ Heimatschutzbrigade 54 fortgeführt. Der Pfälzer Löwe fand sich auch im Verbandsabzeichen der 4. Panzergrenadierdivision und der Heimatschutzbrigade 56.

## Kommandeure
Das Heimatschutzkommando wurde durch folgende Stabsoffiziere kommandiert:
- Oberst Hans Huber (April 1972 – März 1978)
- Oberst Horst Loch (April 1978 – März 1981)